# Cinturão (náutica)

Diagrama dos principais elementos da blindagem de navios de guerra. O Cinturão (A) fica na parte externa, na linha de água. Também estão indicados o convés principal (B), a blindagem inclinada do convés (C) e a antepara contra torpedos (D).

Cinturão, do inglês Belt armor, é um faixa de blindagem pesada que se estende ao longo do costado de navios de guerra, geralmente encouraçados e cruzadores protegidos, protegendo a região da linha de água.